# Aphthona sandrae
Aphthona sandrae es un insecto coleóptero de la familia Chrysomelidae. Fue descrita científicamente por primera vez en 2002 por Baselga & Novoa.